# XXXV. Armeekorps
XXXV. Armeekorps var en tysk armékår under andra världskriget. Kåren sattes upp den 20 januari 1942.

## Operation Bagration

### Organisation
Armékårens organisation den 23 juni 1944:
- 134. Infanterie-Division
- 296. Infanterie-Division
- 6. Infanterie-Division
- 383. Infanterie-Division
- 45. Infanterie-Division

## Slaget vid Kursk

### Organisation
Armékårens organisation den 7 juli 1943:
- 299. Infanterie-Division
- 56. Infanterie-Division
- 262. Infanterie-Division
- 34. Infanterie-Division

## Befälhavare
Kårens befälhavare:
- General der Artillerie Rudolf Kämpfe 20 januari – 19 juli 1942
- Generalleutnant Edgar Theissen 19 juli 1942–13 augusti 1942
- General der Artillerie Rudolf Kämpfe 13 augusti 1942–31 oktober 1942
- General der Infanterie Friedrich Wiese 5 augusti 1943–1 januari 1944
- Generalleutnant Horst Großmann 1 januari 1944–1 februari 1944
- General der Infanterie Friedrich Wiese 1 februari 1944–25 juni 1944

Stabschef:
- Generalmajor Friedrich-Wilhelm Prüter 15 april 1942–29 januari 1943
- Oberst Helmut Sraedke Ende 1 januari 1943–1 september 1943